# August Falschlunger
August Falschlunger (* 27. September 1882 in Freiburg im Breisgau; † 19. Mai 1925 in Freiburg im Breisgau) war ein deutscher Fußballspieler.

## Karriere
Falschlunger gehörte dem Freiburger FC an, für den er in den vom Verband Süddeutscher Fußball-Vereine durchgeführten Meisterschaften ab der Saison 1906/07 im Gau Oberrhein, ab der Saison 1908/09 im leistungsdichteren und nicht in Gaue unterteilten Südkreis und seine letzte Saison, 1919/20, in der Kreisliga Baden Punktspiele bestritt.
Während seiner Vereinszugehörigkeit gewann er sechs regionale Meisterschaften, darunter die Süddeutsche. Aufgrund dieses Erfolges nahm er mit seiner Mannschaft an der Endrunde um die Deutsche Meisterschaft teil. Nachdem der VfB Leipzig und der Freiburger FC in der ersten Runde Freilose erhalten hatten, trafen beide am 12. Mai 1907 in Nürnberg im Halbfinale aufeinander, aus dem der Freiburger FC mit 3:2 als Sieger hervorging. Das eine Woche später in Mannheim gegen den BTuFC Viktoria 89 ausgetragene Finale wurde mit 3:1 gewonnen.
Obwohl seine Mannschaft in der Saison 1907/08 nur die Meisterschaft im Gau Oberrhein verteidigen konnte – die Südkreismeisterschaft wurde als Drittplatzierter abgeschlossen – nahm er mit dem Freiburger FC als Titelverteidiger erneut an der Endrunde um die Deutsche Meisterschaft teil. Zwar besiegte er mit seiner Mannschaft den FC Stuttgarter Cickers im Viertelfinale mit 1:0; allerdings musste das Spiel aufgrund einer Beschwerde der Schwaben über den Schiedsrichter wiederholt werden. Das Wiederholungsspiel gewannen die Stuttgarter in Karlsruhe dann deutlich mit 5:2; er erzielte in diesem Spiel das Tor zum 0:1 in der 24. Minute.

## Erfolge
- Deutscher Meister 1907
- Süddeutscher Meister 1907
- Kreismeister Baden 1920
- Südkreismeister 1907, 1916
- Gaumeister Oberrhein 1907, 1908